# НЭП (группа)
«НЭП» (или «Н.Э.П.») — советская и российская рок-группа, образованная в 1987 году в Ленинграде поэтом, гитаристом и бессменным фронтменом (а на данный момент уже и единственным оставшемся в группе участником первого состава) Сергеем Паращуком.
Название группы, появившееся не сразу, а лишь через год упорных репетиций, изначально произошло от брошенной Сергеем Паращуком в личном разговоре с одним из участников фразы «Нах.. Эту Перестройку».
С момента создания группа выпустила серию самобытных и разнообразных по звучанию альбомов, гастролировала по СССР (позднее по СНГ и России) и Европе, эволюционируя от типичного для середины 80-х нью-вейва и пост-панка в направлении собственного стиля с узнаваемым мелодическим почерком и крепким рок-н-ролльной атмосферой. Хотя сам Сергей Паращук не хочет как-то определённо характеризовать стиль группы, отвечая, что пишет «без оглядки на стили» и даже альбомы не старается делать «однобоко».

## История

### 1980-е
Идея создания своей группы вынашивалась Сергеем Паращуком не один год. Он даже успел поиграть в любительской команде, исполнявшей репертуар «Машины времени», «Аквариума»,"Зоопарка" и др. групп, но для реализации творческого потенциала этого было недостаточно.
Поворотным моментом стали проводы двоюродного брата в армию, на которых Сергей исполнил ряд своих изначальных «злых и крайне антисоветских» песен, после чего был окончательно убеждён реакцией присутствовавших, что нужно действовать активнее.
Вопреки медицинским противопоказаниям Сергея в 1985 году забирают в армию и начавшая уже сформировываться группа оказывается «замороженной» на 2 года.
После возвращения из армии состав весьма быстро набирается и приступает к очень упорным репетициям в 1987 году. Цель одна — вступление в ряды ЛРК!
В первый устоявшийся состав группы вошли:
● Сергей Паращук — ритм-гитара, вокал
● Евгений Лёвин — лидер-гитара
● Герман Кудрявцев — бас
● Алексей Волков — духовые
● Александp Фомин — ударные
« — Я в 1987-м пришел из армии. Как раз тогда потихонечку стали думать, собираться. Еще названия группы даже не было. Начали репетировать, и все там такое злобное, антисоветское.»

    Сергей Паращук.
В марте 1988 года группа принята в рок-клуб, где сразу прошла прослушивание на отборочный тур VI Рок-фестиваля вместе с «АУ» и «Ситуацией». Именно по этой причине 7 марта 1988 года считается неофициальным днём рождения коллектива. То выступление было по истине примечательным тем, что буквально через час после дебютантов на сцену подялась немецкая группа «Scorpions», бывшая на тот момент с многодневной программой гастролей в ленинградском СКК и пожелавшей посетить местный рок-клуб.
Дебютировали в ЛРК уже как полноправные участники 21 мая 1988 на I этапе VI Рок-фестиваля, где им удалось привлечь внимание слушателей. не взирая на явное тогда желание эпатировать публику своим радикализмом.

« — Группа „НЭП“. Непонятно, откуда взялись, в каком стиле играют, но выходит у них здорово!»

«Джордж» Гуницкий (рецензия на группу из программки VI фестиваля ЛРК)

В том же сентябре «Н.Э.П.» по сути нелегально записал свой дебютный альбом «70 мгновений весны».

« — Писались нелегально по ночам на радио, когда никто не знал. Договорились со звукорежиссёром на Манежной площади. Он нам выписывал какие-то „левые“ пропуска. Мы приходили туда часов в 10-11 вечера, когда там уже никого не было. Проходили с инструментами, садились, и тут начиналось самое интересное. Чудовищное количество времени уходило. Он сидит, сидит, покрутит ручки, вдруг ему звонят по местному телефону. Он говорит: „Меня к городскому“. Уходит. Возвращается через полчаса уже косой — поговорил по городскому. Так раза три за ночь „позвонят“ и на пульт он уже ложится. Очень весёлый товарищ был. Вот так и записал. Мы старались что-то изобразить — это была та программа, которую я писал ещё в армии.»

Сергей Паращук.
Осенью состав группы усилил клавишник Вячеслав Ерёмин. А после того, как у коллектива появился первый полноценный директор, Александр Цейко, группа начала регулярно выступать в городе и выезжать на гастроли. Причём первый же выезд с концертом в Москву обернулся выступлением ни где-нибудь, а сразу в СК «Олимпийский» на 4-хдневном фестивале. Там произошло ещё одно событие, определившее курс дальнейшего развития команды, как абсолютно самобытной — после выступления Сергею, как лидеру, было предложено подписать контракт с продюсерским центром «Театр Аллы Пугачёвой», что сулило мощнейшую раскрутку и ротацию на всех возможных на тот момент платформах страны, ну, и немалые деньги, конечно же. Но ознакомившись с контрактом Паращук его отверг, так как в нём имели место пункты о полнейшей зависимости группы от продюсерского центра, вмешательство в репертуар и выступления под фонограмму.
В июле 1989 группа записала второй альбом «Диссонанс», который, впрочем, до конца 90-х не был издан профессионально.
Ерёмина в конце 1989 года сменил за клавишами Михаил Лобзов из «Тихого Омута».

### 1990-е
К началу 1990-х «Н.Э.П.» отказались от клавишных, предпочитая развивать современное гитарное звучание.
В следующем году группа опять принимает участие в рок-клубовском фестивале. Проходит грандиозный гастрольный тур по стране «Next Stop Rock n' Roll» совместно с датскими, американскими и др. рок-командами, захвативший порядка 30 городов вплоть до Иркутска. Особый колорит туру придавало то, что группы двигались по стране на поезде ВЛКСМ. Финальный концерт дан в Москве. В традиционном виде (на виниле) альбом выпущен только в Дании тиражом 2 тыс.экз., советская же версия представляет собой две кассеты CrO2 в оригинальной упаковке.
Постепенно звучание группы перемещается ближе к пост-панку, совершенствуются тексты и музыка.
В том же 1991 году, во время длительных гастролей по стране, саксофонист Алексей Волков трагически потерял руку и был вынужден оставить музыку. На помощь группе пришёл Михаил Чернов, ветеран джазовой сцены Петербурга, участник «Поп-Механики» Сергея Курёхина и штатный саксофонист «DDT». В том же году был записан третий альбом «Н.Э.П.» — «Про…», который был оперативно отпечатан на виниле небольшой питерской фирмой «Cobweb Records», однако, к этому времени винил стремительно выходил из моды и пластинка быстро стала «дискографической редкостью».
Весной 1992 группу покинул Фомин, который позднее играл и записывался с собственной группой «СС 20», руководил работой клуба «Гора», а в середине 1990-х надолго уехал в Соединённые Штаты. Его место на время поиска нового ударника занял Игорь Фёдоров из «Телевизора», репетировавших там же, где и «Н.Э.П.» и даже успел провести несколько репетиций (в ту же пору Лёвин некоторое время тоже играл с ними, но предпочёл остаться в своей группе). Следующие четыре года за барабанами провёл Николай Першин, игравший ранее в группе «Дети», с Владом Жуковым и др., а занятого во всех программах «DDT» Михаила Чернова сменил другой многостаночник, Евгений Жданов из «АВИА», «САМКХА» и прочих групп.
Лёвин и Паращук проявляют себя менеджерами и группа достаточно много гастролирует по стране, выступает на фестивалях. В 1993 с группой начал сотрудничать тогдашний клавишник «DDT» Андрей Муратов, который активно занимался звукорежиссурой, а в то время открыл собственный лейбл «АРМКО», которым была выпущена, как оказалось, одна единственная работа — альбом «Н.Э.П.» «Ветеp вагонов». Он вышел в ноябре 1993 и включал пригоршню потенциальных хитов, в том числе надолго ставшую главным хитом группы песню «Спичек нет» («Где мои витамины?»). Он же организовывает очень мощный промоушен через прессу. Группа мелькает в различных хит-парадах на первых местах, раздаются множественные интервью и т. д.

#### «Дубы-Колдуны»:
В том же 1993 году музыканты «НЭПа», соединившись с музыкантами других групп, придумывают проект «Дубы-колдуны», призванный реанимировать и переосмыслить советские киношлягеры 60-70-х годов.
- Сергей Паращук («НЭП»)
- Евгений Лёвин («НЭП»)
- Вадим Курылёв («DDT»)
- Андрей Васильев («DDT»)
- Михаил Нефёдов («АлисА»)

Впрочем, не взирая на востребованность, проект собирается от случая к случаю из-за загруженности музыкантов в своих основных коллективах. Тем не менее группа успела записать два альбома.
В середине 90-х «НЭП» почти не выступал дома, зато регулярно гастролировал в Европе, объездив практически всю Германию, Францию, Данию и другие страны. Популярность коллектива была весьма высока. В Германии, к примеру, существовал фан-клуб, путешествовавший за командой по всей стране.
В апреле 1996 года Першин решил покинуть группу и его место занял Игорь Фёдоров, чей сценический дебют в «Н.Э.П.» состоялся 28 сентября 1996, на открытии сезона в клубе «Перевал», когда они представили слушателям материал своего нового альбома, следующей зимой записанного на Студии DDT. Его звукорежиссёром стал Женя Лёвин, который в то время начал успешно совмещать выступления на сцене с работой в студии (с самими «DDT», «Разными Людьми» и т. д.).
Летом «НЭП» выступает на организованном Юрием Шевчуком и «Театром DDT» крупном фестивале «Наполним небо добротой», прошедшем на стадионе «Петровский» в Санкт-Петербурге. Структура фестиваля была такова, что исполнители «с именем» выступали, а затем представляли 2-3 молодые команды. «НЭП» выступал в числе опытных коллективов наряду с «Алисой», «АУ», Рикошетом, «Ва-Банкъ», DDT и др. Из молодых же команд, игравших на том фестивале, некоторые доросли до весьма впечатляющих вершин — «Король и шут», «Military Jane» (вскоре ставшие «Пилотом»), «Джан Ку» и др.
В 1997 году группой был записан альбом «Вот она любовь...», но случается непредвиденное. Сергей Паращук получает тяжёлую травму ноги и оказывается на длительный срок прикованым к больничной койке. Следующие 2 года группа фактически не функционирует.
В этот период происходят неизбежные в подобных ситуациях смены состава: Лёвин уходит в «Алису», а Фёдоров в «Чиж и Ко», их сменяют Игорь Романов и Андрей Вдовиченко.
15 декабря 1999 года в ДК Ленсовета при большом стечении народа «Н.Э.П.» отметил своё «условное» (поскольку через месяц им реально исполнилось двенадцать) десятилетие при участии множества гостей, в числе которых были музыканты групп «DDT», «АлисА», «Телевизор», «СерьГа», «Краденое Солнце», «Чиж & Co» и т. д.

### 2000-е
Весной 2000 все альбомы группы были переизданы на кассетах под лейблом магазина «Караван». Тогда же в её репертуаре появилась песня «Я болею за „Зенит“», которая стала настоящим гимном болельщиков футбольной команды из Питера.
В феврале 2001 «Н.Э.П.» был гостем фестиваля «Прорыв», став связующим звеном между открывавшей фестиваль «Алисой» и обоймой из двух с лишним десятков молодых питерских групп. 31 марта они принимали участие в грандиозном фестивале на стадионе СКА в Минске в компании с «Крематорием», «Братьями Карамазовыми» и… «Uriah Heep»! На барабанах с ними на этом концерте — по прошествии длительного времени — снова играл Николай Першин (в тот момент — «Катюша», «Группа Вадима Курылёва»), который подменял находившегося с театром на гастролях в Соединённых Штатах Андрея Вдовиченко.
С оживлением концертной практики, обновления, начатые «Караван Рекордз» в 2000 году, коснулись и дискографии группы: так, «Grand Records» издает в 2001 году сборник их лучших песен в серии «Энциклопедия российского рока». Помимо того, unplugged концерт «Н. Э. П.» в одном из питерских лицеев 13 апреля 2001 был записан и стал их первым концертным альбомом.
В конце 2003 года группу «АлисА» покинули двое из её основателей, Андрей Шаталин и Михаил Нефёдов, на их места Кинчев пригласил Игоря Романова и Андрея Вдовиченко. При этом из «НЭПа» они не ушли, но таким образом мобильность группы была существенно ограничена, поэтому в дальнейшем «НЭП» выступал лишь от случая к случаю: либо на крупных фестивалях, либо на акциях «Невского Фронта».
«Наш НеФормат: Прежде всего интересует, конечно же, актуальный состав после очередного призыва в „Армию“.
Сергей Паращук: Не изменилось ничего.
ННФ: Не изменилось?
СП: Я делю своих рекрутов с „армейскими налетчиками“.»

— из интервью порталу «Наш НеФормат»
Главными событиями в жизни «Н.Э.П.» в это время стало переиздание его полной дискографии на компакт-дисках, осуществлённое с помощью «Караван Рекордз», и работа над студийным проектом с говорящим названием «Нах… Эту Попсу», в котором музыканты прошлись по сомнительным «шедеврам» постсоветского эстрадного китча. Кроме того, в конце 2005 началась работа над альбомом кавер-версии, в котором песни «Н.Э.П.» исполнят разные музыканты — от «Алисы» и DDT до Сергея Галанина и Tequilajazzz. Впрочем, этот проект оказался заморожен «до лучших времён» ввиду отсутствия должного финансирования.

### 2010-е
Однако, прошло время и группа вновь обрела полноценное дыхание.
5 января 2010 года состоялось очередное «условное», но теперь уже 20-ти летие группы в клубе «Орландина», показавшее, что коллектив жив, работоспособен и эволюционирует.
В течение последующих 2 лет группа обновила состав, пустив новую кровь в виде молодых музыкантов — барабанщика Дмитрия Клименко («Неботошнит», «Code104») и гитариста Марата Капранова. В 2012-13 годах группа отыграла сеты на главном фестивале страны — «НАШЕствие». На 2013 год состав окончательно устоялся.
Теперь группа выглядит следующим образом:
- Сергей ПАРАЩУК — ритм-гитара, вокал
- Марат КАПРАНОВ — лидер-гитара
- Герман «Гера» КУДРЯВЦЕВ — бас
- Евгений ЖДАНОВ — духовые
- Дмитрий КЛИМЕНКО — ударные

Группа работает над новым альбомом, вновь гастролирует, ведет активную концертную и фестивальную деятельность в России.
Созданы новые песни, в которых Сергей Паращук столь же удивителен и неповторим, но уже немного другой…Все они неизменно искренни, живы, рок-н-ролльны. Песни группы проигрываются на различных радиостанциях в России.
Бессменный лидер группы Сергей Паращук является лауреатом «Почётного Знака Святой Татианы» I степени, наравне с К.Кинчевым и Ю.Шевчуком. Сергей, будучи автором всех текстов и музыки группы, сделал группу имеющей свой неповторимый почерк. Каждое выступление группы уникально, имеет свой заряд, всегда отличается искренностью, силой и неизменным профессионализмом. Будучи уже классикой русского рока ленинградской школы, группа продолжает развиваться и писать свою новую историю. Параллельно с группой Сергей Паращук в сотрудничестве с гитаристом Маратом Капрановым сделал большую уникальную акустическую программу и также много гастролировал с ней.
В 2018 году группа записывает свой новый альбом «Мама», поражающий мощностью и новизной материала. На песню «Один», ставшей одной из визитных карточек коллектива, режиссёром Олегом Флянгольцем был снял клип.
В 2019 группу покидает М.Капранов. Ему на смену приходит профессиональный гитарист с большим багажом сессионной и концертной деятельности Антон Аристов.

### 2020-е
В 2021 году Е.Жданов вследствие болезни теряет жену, что становится для него огромным ударом. Через некоторое время он переносит инсульт, что делает его дальнейшее участие в деятельности группы невозможным — отказывает одна рука. Тем не менее Сергей Паращук не спешит расставаться с самым возрастным участником и в течение 2 лет ждёт, не пойдёт ли Евгений на попроавку.
В конце лета ударник группы Д.Клименко женится и по семейным обстоятельствам временно приостанавливает свою деятельность в «Н.Э.П.». Порядка полугода его место в коллективе занимает Николай Левитский («Земляне», «Кукрыниксы»).
В конце 2022 года группа обзаводится своим Telegram-каналом.
2023 год группа встречает существенными изменениями в составе. Уходит бессменный басист Герман Кудрявцев, его место занимает Сергей Буренков («Забавы Простолюдина», «Адаптация»). На место Евгения Жданова из «АВИА» (не покидая при этом и их) присоединяется Вероника Берашевич, уже имевшая опыт подмены Жданова в «НЭП» на некоторых концертах.
Также в 2023 году появляется официальный канал группы на YouTube. В сентябре — дебют на крауд-платформе Planeta.ru с целью издания, наконец-таки, альбома 1997 года «Вот она любовь…»
Состав на октябрь 2023 года:
● Сергей ПАРАЩУК — вокал, ритм-гитара
● Антон АРИСТОВ — лидер-гитара
● Сергей БУРЕНКОВ — бас
● Дмитрий КЛИМЕНКО — ударные
● Вероника БЕРАШЕВИЧ — саксофон
31 октября 2023 года группа обзаводится новым сайтом.
Начало 2024 года для группы примечательно новой сменой бас-гитариста. На место ушедшего С. Буренкова пришёл В. Нуруллаев.

## Дискография

### Альбомы
1988 - 70 мгновений весны
1989 — Диссонанс
1991 — Про…
1993 — Ветер вагонов
1997 (запись) — Вот она любовь…
2003 (запись) — Нах… Эту Попсу!
2015 — Зима (single)
2018 — Мама

### Сборники
1991 — Laika. Next Stop Rock n`Roll 「1 трек」
1995 — Чума-Дэнс「1 трек」
1996 — Странные скачки (Владимир Высоцкий tribute)「1 трек」
2001 — Энциклопедия российского рока. «НЭП»
2001 — Punk-rock forever! 「1 трек」
2001 — Нам всё по барабану… (Сборник demo с разных альбомов, записанных в 1989-99 годах на студиях «Мелодия», «ДДТ», «Добролёт», «Каллипсо».)
2017 — Дух противоречия (Вадим Курылёв tribute) 「1 трек」
2021 — Мальчик как мальчик (Олег Гаркуша tribute) 「1 трек」
2023 — Выход Дракона II («Рикошет» tribute)「1 трек」

### Клипы
- Ветер вагонов
- Нет лучше средства
- Экология
- Фантики
- Я болен СПИДом
- Слёзы
- Спичек нет (Где мои витамины?)
- Нам всё по барабану (Мы болеем за «Зенит»)
- Один
- Зима
- Дикие дети (А. Аксёнов, Е. Фёдоров — А. Аксёнов)